# Алексєєв Сергій Дмитрович
Сергій Дмитрович Алексєєв (нар. 31 травня 1957) — радянський та український футболіст, який грав на позиції захисника та півзахисника. Найбільш відомий за виступами в дніпропетровському «Дніпрі» у вищій лізі СРСР.

## Клубна кар'єра
Сергій Алексєєв розпочав виступи в командах майстрів у 1974 році в дублюючому складі дніпропетровського «Дніпра», в якому грав до 1976 році, проте за основну команду клубу так і не зіграв. З 1976 до 1979 року Алексєєв грав у складі аматорських клубів Дніпропетровська. У 1979 році Сергій Алексєєв став гравцем команди другої ліги «Авангард» з Ровно. Сезон 1980 року Сергій Алексєєв провів у складі команди першої ліги «Спартак» з Івано-Франківська. У 1981 році Алексєєв повернувся до дніпропетровського «Дніпра», у складі якого зіграв 5 матчів у вищій лізі СРСР, проте за короткий час став гравцем команди другої ліги «Кривбас» з Кривого Рогу, у складі якого цього року став чемпіоном УРСР серед команд другої ліги, щоправда криворізькій команді не вдалось отримати путівку до першої ліги. у 1984 році Сергій Алексєєв став гравцем команди першої ліги «Ротор» з Волгограда, у складі якого грав до кінця року. У 1985 році футболіст грав у складі команди другої ліги «Колос» з Павлограда, а в 1986 році грав у складі іншої команди другої ліги «Атлантика» з Севастополя. після річної перерви у виступах за команди майстрів у 1988 році Сергій Алексєєв став гравцем команди другої ліги «Зірка» з Кіровограда, у складі якої футболіст зіграв лише 14 матчів. З наступного року Алексєєв грав у складі аматорських команд з Дніпропетровська. У 1993 році футболіст зіграв 1 матч у складі команди білоруської вищої ліги «Ведрич». Після цього Сергій Алексєєв повернувся до Дніпропетровська, де працював тренером ДЮСШ «Дніпро-75», та грав у складі ветеранських футбольних команд.

## Досягнення
- Переможець Чемпіонату УРСР з футболу 1981, що проводився у рамках турніру в шостій зоні другої ліги СРСР.